# Davide Ballerini
Davide Ballerini (Cantù, província de Como, 21 de setembre de 1994) és un ciclista italià, membre de l'equip XDS Astana Team des del 2020. En el seu palmarès destaca l'Omloop Het Nieuwsblad de 2021.

## Palmarès
- 2014
  - Vencedor d'una etapa a l'An Post Rás
- 2015
  - 1r a la Coppa San Geo
- 2016
  - 1r a la Florència-Empoli
  - 1r al Piccolo Giro de l'Emilia
- 2018
  - 1r al Memorial Marco Pantani
  - 1r al Trofeu Matteotti
  - Vencedor d'una etapa al Sibiu Cycling Tour
- 2020
  - Vencedor d'una etapa a la Volta a Polònia
- 2021
  - 1r a l'Omloop Het Nieuwsblad
  - Vencedor de 2 etapes al Tour La Provence
- 2022
  - 1r a la Coppa Bernocchi
  - Vencedor d'una etapa al Tour de Valònia

### Resultats al Giro d'Itàlia
- 2018. 68è de la classificació general
- 2020. 72è de la classificació general
- 2022. 99è de la classificació general
- 2023. No surt (16a etapa)

### Resultats al Tour de França
- 2021. 108è de la classificació general